# Широкая омега
Ꙍ, ꙍ («широ́кая» оме́га) — буква церковнославянской кириллицы, другие названия: о, от. Является более редкой версией буквы омега. В церковнославянской кириллице имеет вид  . Кроме этого так же есть «широкая» омега с великим апострофом — . 

## Правила употребления данного знака
- «широкая» омега«широкая» омега употребляется для слов-восклицаний «О!» и «Оле!» (не путать с современным футбольным восклицанием «оле́»: в церковнославянском ударение было о́ле, а значение приблизительно совпадало с местоимением «о»), а больше нигде; при этом над ней стоит также только в этом случае употребляемый надстрочный знак — великий апостроф:  (иногда такую букву именуют «о торжественная», «омега торжественная»).